# 聖アンデレと聖フランチェスコ
『聖アンデレと聖フランチェスコ』(せいアンデレとせいフランチェスコ、西: San Andrés y San Francisco、英: Saint Andrew and Saint Francis) は、ギリシア・クレタ島出身のマニエリスム期のスペインの巨匠エル・グレコが1595-1598年ごろに制作したキャンバス上の油彩画である。イエス・キリストの使徒の1人である聖アンデレとアッシジの聖フランチェスコが語り合っているところを描いた作品である。スペイン市民戦争中にマドリードのラ・エンカルナシオン王立修道院で発見され、1942年にプラド美術館に収蔵された。

## 主題
聖アンデレはキリストの12人の弟子の1人である。兄ペテロとガリラヤ湖で漁をしている時にキリストに声をかけられ、キリストの4番目の弟子となった。後にギリシアのアカエア地方でX字型の十字架に架けられ殉教したため、絵画に表現される時はアトリビュート (人物を特定する事物) のX字型の十字架とともに描かれる。カトリック教会、正教会、聖公会で聖人とされている。
聖フランチェスコは1181年にイタリアのアッシジで生まれた。父親は裕福な毛織物商であったと言われているが、財産の相続を放棄し、世俗を離れ、修道士として奉仕・布教活動に入った。彼の思想に共鳴した同志たちと合流し、フランシスコ会を創設した後、これがローマ教皇ホノリウス3世に承認される。1224年にはヴェルナの山で聖痕を受ける奇跡を経験し、身体にイエス・キリストと同じ傷を持った。フランシスコ会の修道服である暗褐色の粗衣と腰紐が聖フランチェスコのアトリビュートである。

## 作品
個々の聖人像だけでなく、2人の聖人を組み合わせて描くという伝統がスペインにはあった。エル・グレコの時代にも、フェリペ2世のエル・エスコリアル修道院用にそうした作品が数多く制作されている。エル・グレコも『聖ペテロと聖パウロ』(エルミタージュ美術館) のように何点かの2人の聖人像を描いているが、紀元1世紀のキリストの使徒の1人と13世紀の聖人を組み合わせた図像は本作のみである。この恣意的な組み合わせは注文主の好みによるものであると考えられている。本作において、左側にいる聖アンデレと右側にいる聖フランチェスコは、X字型の十字架を間に挟んで会話をしている。2人の聖人は天空にそびえるかのように巨大化されており、ほとんど重さを感じさせない。この2人の姿が示すように、エル・グレコの人物像はしだいに長身化していくばかりでなく、動作も複雑さを増して、ヘビのうねりを思わせる、いわゆるフィグーラ・セルペンティナータに変貌していくのである。
画面左下の聖アンデレの足元には、スケッチ風のトレドの町の部分的景観が描かれている。画面右下の聖フランチェスコの背後には雪で覆われた山が見える。その足元には、画家の署名の記された白い紙片 (カルテッリーノ) が岩に蝋で貼りつけられている。下げられた地平線を持つトレドの大地に立つ十字架は、時空を超えて共存するすべての要素に統一感を与えるとともに、緑、青、黄、茶、灰色による美しい色調にも統一感を与えている。